# Maglia Michelangelo
La maglia Michelangelo è una delle 15 maglie definite dal reticolato cartografico adottato dall'Unione Astronomica Internazionale per Mercurio. Comprende la porzione della superficie di Mercurio posta in latitudine tra i 21° S e i 66° S e in longitudine tra i 90° W e i 180° W ed è identificata con il codice H-12.
Il cratere Michelangelo è la struttura geologica presente al suo interno scelta come eponimo per la maglia stessa. Questa denominazione è stata adottata nel 1976 dopo che la missione Mariner 10 rese disponibili le prime immagini della superficie di Mercurio. Prima di allora si chiamava maglia di Solitudo Promethei dal nome dell'omonima albedo che era stata storicamente  individuata in questa porzione della superficie.
Fu una delle sole due maglie per le quali, durante i tre sorvoli ravvicinati di Mercurio, si poterono ottenere immagini di tutta la loro superficie. Dopo la missione MESSENGER si poté migliorare il dettaglio della cartografia.
La regione è caratterizzata da numerosi crateri alcuni dei quali sembrano essersi formati contemporaneamente, probabilmente come effetto secondario dell'impatto che ha generato Caloris Planitia.

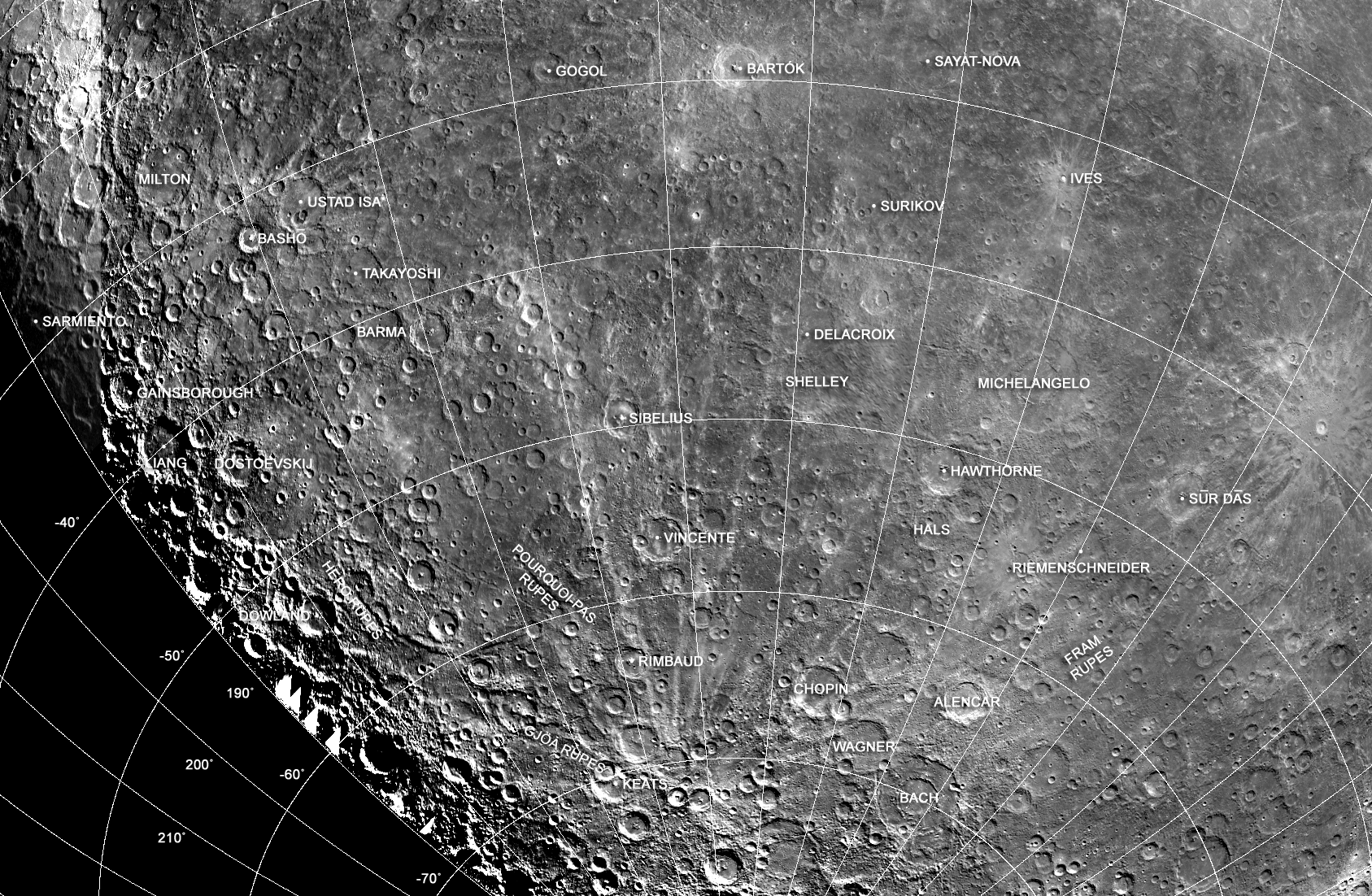
Il quadrante Michelangelo, in un collage di immagini riprese dalle fotocamere del Mariner 10.